# Indice di difficoltà
In psicometria, per indice di difficoltà  di un quesito di una prova oggettiva di verifica, si intende il numero di risposte esatte a quel quesito diviso il numero totale delle risposte; in formula:
{\displaystyle p_{xi}={\frac {f_{c}}{N}}}
dove {\displaystyle p_{xi}} è il valore dell'indice per il quesito {\displaystyle i} del test {\displaystyle x}, {\displaystyle f_{c}} è il numero di risposte esatte, {\displaystyle N} è il numero di risposte. L'indice {\displaystyle p_{xi}} è un numero razionale compreso tra il valore minimo {\displaystyle 0} ed il valore massimo {\displaystyle 1}; se 
{\displaystyle p_{xi}} si avvicina ad 1 il quesito risulta facile, mentre se si avvicina a 0 risulta difficile. Un indice simile ma per le risposte errate può essere calcolato dalla relazione:
{\displaystyle q_{xi}=\,{1-p_{xi}}}
dove {\displaystyle q_{xi}} indica il numero di risposte errate sul quesito {\displaystyle i} della prova {\displaystyle x}.
Nel caso di quesiti a risposta multipla l'indice di difficoltà può essere corretto per tener conto del fatto che la formula 
data sottostima il valore dell'indice.